# Gestione Aeroporto Palermo
La GESAP S.p.A., acronimo di GEStione Aeroporto Palermo, è la società che si occupa dell'Aeroporto Internazionale Giovanni Falcone e Paolo Borsellino di Palermo.

## Storia
La società venne fondata nel 1985, ma in realtà ottenne la gestione dell'intero aeroporto soltanto nel 1994 con una concessione ventennale. Nell'agosto del 2007 inoltre ha ottenuto una nuova concessione, questa volta quarantennale, che permette la gestione totale dell'aeroporto.

## La Società
GES.A.P. SpA è la società di gestione dell’Aeroporto Internazionale “Falcone Borsellino” di Palermo, con un capitale sociale pari ad euro 66.850.026,85, interamente sottoscritto, suddiviso in 1.294.289 azioni da euro 51,65 cadauna, ripartito tra la Città Metropolitana di Palermo, il Comune di Palermo, la Camera di Commercio di Palermo, il Comune di Cinisi, Confindustria Palermo ed altri soci minori.
Quale gestore aeroportuale, la Società progetta, realizza e gestisce aree, infrastrutture ed impianti dello scalo, dei quali cura ogni necessaria manutenzione ed implementazione, fornendo, altresì, i servizi centralizzati quali, ad esempio, il coordinamento di scalo, i sistemi informativi e di informazione al pubblico, la vigilanza e la sicurezza aeroportuale e la fornitura di servizi commerciali, direttamente o attraverso subconcessioni a terzi.
Costituita nel 1985, la Società opera fino al 1994 solamente quale handler – prestatore di servizi di assistenza a terra agli aeromobili, stante che la gestione dello Scalo di Palermo era rimasta direttamente in capo allo Stato ed esercitata per il tramite della locale Direzione Aeroportuale.
Nel 1994, la Società diviene titolare della Concessione ventennale per la gestione parziale dello Scalo, limitatamente cioè alle aree situate in land side (aerostazione e relative pertinenze), ottenendo poi, nell’aprile del 1999, l’immissione anticipata nella gestione dell’air side e, specificamente, delle infrastrutture di volo (piste, raccordi, bretelle, vie di rullaggio ed apron), in forza dell’art. 17 L. 135/97.
Nell’agosto 2007, con Decreto Interministeriale MIT /MEF n. 119T, la Società ottiene la concessione della gestione totale dell’Aeroporto di Palermo, di durata quarantennale.
Nel dicembre 2008, GES.A.P. consegue anche da parte del CERMET il rilascio della Certificazione Ambientale di Qualità ai sensi della norma UNI ISO 14001. Tale certificazione è stata rinnovata da ultimo nel novembre del 2015.
Approvato dal Consiglio di Amministrazione di ENAC nel luglio del 2010, nel gennaio del 2012 GESAP ha quindi sottoscritto con ENAC il Contratto di Programma per il periodo regolatorio 2011/2014, ovvero il principale strumento di programmazione, in termini quadriennali, e di regolazione delle dinamiche tariffarie per l’utilizzo delle infrastrutture aeroportuali, sulla scorta del piano degli investimenti infrastrutturali e del piano della qualità e tutela ambientale della società di gestione e delle previsioni di traffico nel periodo di riferimento.
Più di recente, conformemente ai modelli regolatori introdotti dall’ART ed alla normativa sopravvenuta, GESAP ha provveduto a definire l’articolazione tariffaria per il quadriennio 2016/2019 completando l’iter di consultazione ed approvazione da parte degli Utenti e sottoscrivendo con ENAC, l’8 luglio 2016, il nuovo Contratto di Programma 2016/2019, corredato del PEF per il periodo di riferimento.

## Soci
La compagine azionaria della GESAP è così suddivisa:
- 41,4% - Città metropolitana di Palermo
- 31,5% - Comune di Palermo
- 22,8% - Camera di commercio di Palermo
- 2,9% - Comune di Cinisi
- 1,4% - Altri soci minori